# أندرياس باباندريو

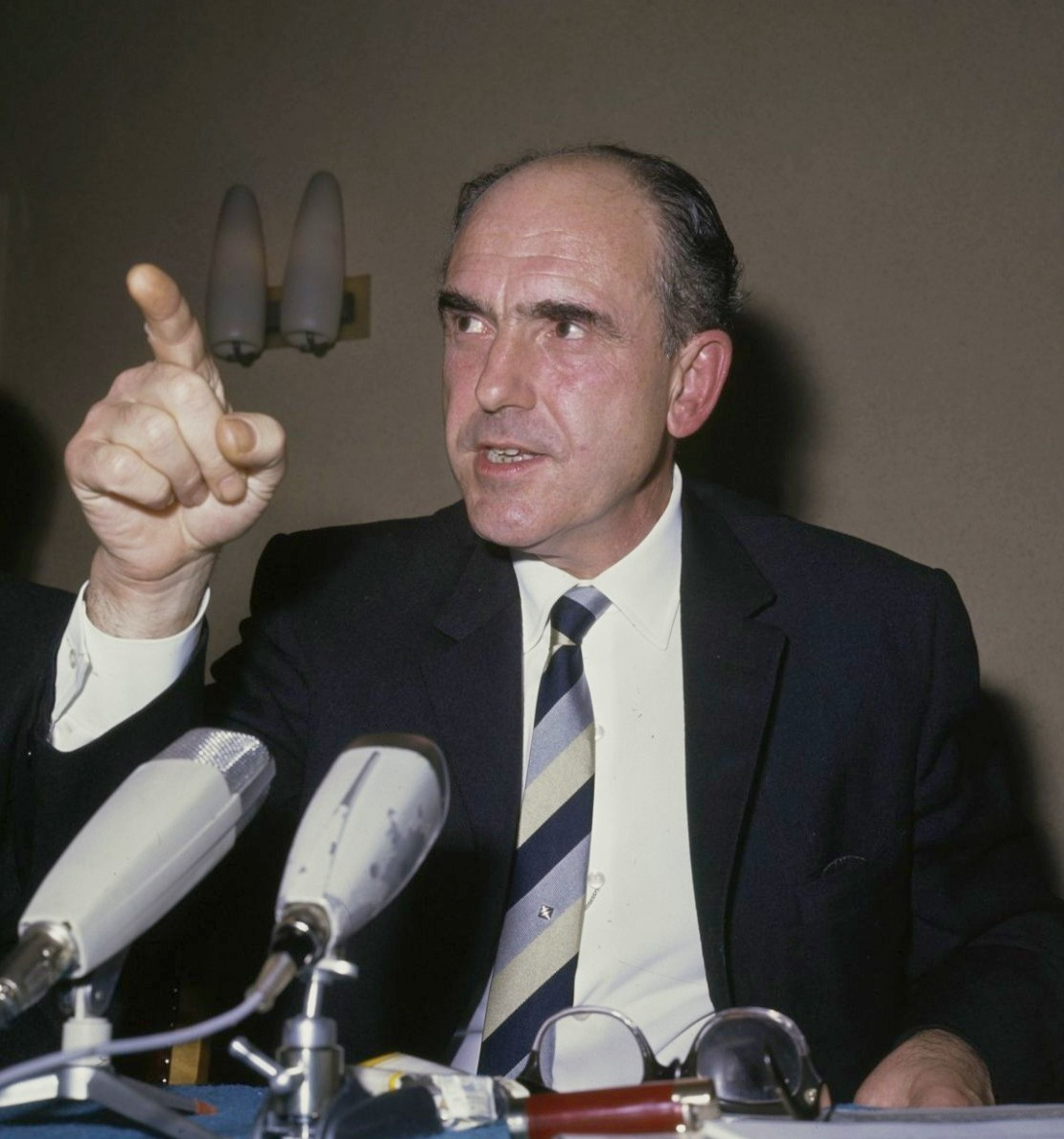
أندرياس باباندريو في مؤتمر صحفي بأمستردام سنة 1968

أندرياس جورجيوس باباندريو (باليونانية: Ανδρέας Γεώργιος Παπανδρέου) ـ (5 فبراير 1919 ـ 23 يونيو 1996) هو اقتصادي وسياسي اشتراكي يوناني بارز. هو ابن السياسي اليوناني جورجيوس باباندريو. تلقى تعليمه في جامعة هارفارد، وشغل منصب رئيس وزراء اليونان لفترتين (الأولى: من 21 أكتوبر 1981 إلى 2 يوليو 1989، والثانية: من 13 أكتوبر 1993 إلى 22 يناير 1996).
مثّل صعود باباندريو إلى السلطة سنة 1981 علامة فارقة في تاريخ اليونان السياسي؛ إذ أنهى نصف قرن من حكم القوى المحافظة. وكان من إنجازات حكومتيه الاعتراف الرسمي بالمقاومة اليونانية ضد المحور، وتأسيس المنظومة الصحية الوطنية والمجلس الأعلى لانتقاء الموظفين الرسميين، وتمرير القانون 1264 لسنة 1982 الذي كفل حق الإضراب ومنح العمال حقوقًا غير مسبوقة، وتعديل 1985ـ1986 الدستوري، الذي عزز النظام البرلماني وقلّص سلطات الرئيس المنتخب بشكل غير مباشر، واستقلال السياسة الخارجية اليونانية، وتوسيع سلطات الحكومات المحلية، والعديد من التعديلات التقدمية في القوانين اليونانية، وضمان حق لاجئي الحرب الأهلية اليونانية في العودة إلى الوطن.
أسس الحركة الاشتراكية اليونانية وكان أول رئيس لها، وهي أول حزب سياسي غير شيوعي في تاريخ اليونان يتخذ قواعده بين الجماهير، محققًا مشاركة سياسية واجتماعية غير مسبوقة في المجتمع اليوناني.

## روابط خارجية
- أندرياس باباندريو على موقع IMDb (الإنجليزية)
- أندرياس باباندريو على موقع الموسوعة البريطانية (الإنجليزية)
- أندرياس باباندريو على موقع مونزينجر (الألمانية)
- أندرياس باباندريو على موقع إن إن دي بي (الإنجليزية)
- أندرياس باباندريو على موقع ديسكوغز (الإنجليزية)